# EV Group
EV Group (EVG – ursprünglich Electronic Visions Group) ist ein Hersteller von Prozessanlagen für die Halbleiterindustrie, Mikrosystemtechnik und Nanotechnologie. Zu den Produkten gehören manuelle und vollautomatisierte Fotolithografieanlagen, Systeme für die Nanoprägelithografie, Wafer-Bonder und Inspektionssysteme, die sowohl für Forschung und Entwicklung als auch für die industrielle Massenproduktion eingesetzt werden können. Die Produkt- und Prozessentwicklung sowie die gesamte Fertigung sind am Firmenhauptsitz des Unternehmens in St. Florian am Inn (Oberösterreich) zentralisiert. EVG besitzt Niederlassungen in den USA, Japan, Korea, Taiwan und China. Insgesamt beschäftigt das Unternehmen über 1000 Mitarbeiter.

## Geschichte
Das Unternehmen wurde 1980 von Erich Thallner, heute Präsident des Unternehmens, und Aya Maria Thallner unter dem Namen Electronic Visions Co. als Engineering-Partner für die Halbleiterindustrie gegründet. Nachfolgend wurde die Konzernzentrale in mehreren Schritten erweitert. Parallel zum Ausbau der Konzernzentrale erfolgte die weltweite Markterschließung durch die Gründung von Tochtergesellschaften in den Triade-Märkten Europa, USA und Asien. 2011 kam es zu einer Erweiterung der Fertigungskapazitäten, indem die Produktionsfläche durch einen Erweiterungsbau mehr als verdoppelt wurde. Weiters wurden die Reinräume und Anwendungslabors auf die vierfache Größe erweitert. EVG gewann 2012 den Wirtschaftspreis Pegasus der OÖNachrichten in Gold in der Kategorie der Leitbetriebe. Im selben Jahr wurde EVG außerdem mit dem Preis für Regionalität der BezirksRundschau ausgezeichnet. Seit 2013 hat das Unternehmen einen betriebseigenen Kindergarten und die betriebseigene Kinderbetreuung EVG Minis. EY zeichnete die Geschäftsführer von EV Group als „Unternehmer des Jahres 2014“ aus und im Jahre 2017 wurde dem Unternehmen für seine SmartNIL-Technologie der "Staatspreis für Innovation" zum zweiten Mal in der Firmengeschichte verliehen. 2020 schließlich erfolgte nach einer Reihe von Expansionsprojekten am Firmenhauptsitz eine Verdoppelung der Reinraumkapazität und die beiden Firmengründer, Aya Maria und Erich Thallner wurden mit dem Pegasus in Kristall für ihr Lebenswerk ausgezeichnet. 

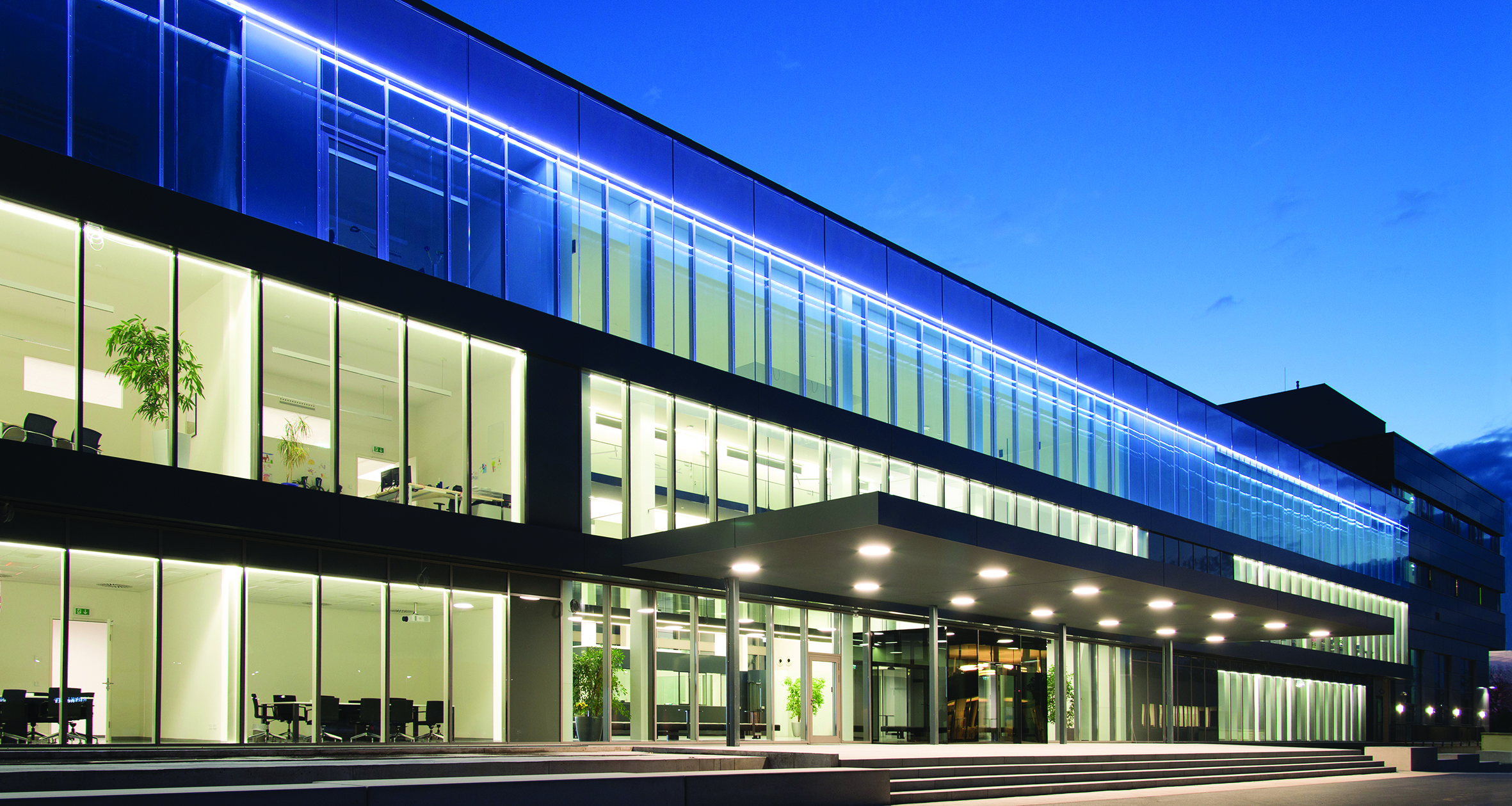
EV Group (EVG) Headquarters in St. Florian am Inn

Zur Technologie- und Produktentwicklung von EVG gehört der 1985 entwickelte, weltweit erste Doppelseiten-Mask-Aligner mit Unterseitenmikroskopen, der einen Beitrag zur Kommerzialisierung von MEMS-Produkten (MEMS = Mikro-Elektro-Mechanische Systeme) lieferte. 1990 entstand eine Prozesstrennung in Wafer-Justierung – also der Ausrichtung der Wafer – und dem eigentlichen Wafer-Bonden, mit dem mehrere Siliziumscheiben (Wafer) und die darauf aufgebauten elektronischen Schaltungen zu einer funktionalen Einheit verbunden werden. Die Einführung des ersten automatischen Wafer-Bonding-Systems für die Großserienfertigung von MEMS im Jahre 1992 legte den Grundstein für die Tätigkeit im Markt für Wafer-Bonder.
Im Jahr 1994 installierte EVG den ersten SOI-Produktions-Bonder (SOI = Silicon on Insulator) für die Massenfertigung mehrschichtiger Silizium-Isolator-Silizium-Wafer als Basis für High-End-Mikroprozessoren und erhielt dafür 2004 den österreichischen Staatspreis für Innovation. Das 1999 entwickelte, patentierte SmartView-System zur Wafer-Justierung ist richtungsweisend für 3D-Anwendungen.
Im Jahr 2001 entwickelte EVG die ersten Systeme zum temporären Bonden und Debonden als Schlüsseltechnologie für die 3D-Integration von Wafern mit Through-Silicon-Via-Technik. Das weltweit erste vollautomatische Wafer-Bonding-System für 300-mm-Wafer, das den Weg für die Kommerzialisierung der 3D-Integration ebnete, wurde 2002 vorgestellt.
EVG's 2009 vorgestellte UV-NIL (Nanopräge-Lithographie) Systeme der neuesten Generation und das erste vollautomatische Fusions-Bonding-System mit optischer Wafer-Justierung erlaubten der Industrie neue Wege bei der Herstellung von Wafer-Level-Kameras zu gehen.
2010 brachte EV Group das erste vollautomatische Wafer-Bonding-System für die Produktion von HB-LEDs auf den Markt, welches von der österreichischen Zeitschrift "Factory" zur Innovation des Jahres 2010 gekürt wird. Im Jahr 2011 entwickelt EVG das industrieweit erste Waferbonding-System für Wafergrößen von 450 mm. Weiters werden die neuen XT Frame Anlagenplattformen mit höherem Durchsatz und Automatisierungsgrad auf den Markt gebracht, auf deren Basis 2012 neue Systeme zum temporären Wafer-Bonden und -Debonden für die Großserienproduktion vorgestellt wurden. Ebenfalls 2012 stellte EVG eine neue, modular aufgebaute Generation seiner automatischen Anlagen zur Spin- bzw. Sprühbelackung und Entwicklung von Photoresists für Lithographie-Prozesse in der Halbleiter- und MEMS-Produktion vor. Das EVG720 Automated UV NIL System verhilft 2013 in Kombination mit EVGs Know-how der innovativen UV-NIL Technologie zur Hochvolumenproduktion von Mikro- und Nanostrukturen zum Durchbruch. 2014 stellt EVG das branchenweit erste Belackungssystem für die Hochvolumenproduktion und eine neue Generation der Fusion Wafer Bonding Plattform, die wichtige Hindernisse für die Großserienproduktion von 3D-ICs mit TSVs beseitigt, vor. Außerdem kündigt EVG 2014 ein Hochvakuum Wafer Bonding System an, das elektrisch leitfähige und oxidfreie, covalente Bonds bei Raumtemperatur ermöglicht. 2018 wurde mit dem BONDSCALE Fusions-Waferbonding-System der Front-End-Halbleitermarkt mit stetig schrinkenden Transistorgrößen sowie zur 3D-Integration von Halbleiterelementen adressiert. Mit der Vorstellung des LITHOSCALE-Systems zur maskenlosen Belichtung von Wafern mittels der EVG entwickelten MLE-Technologie wurde im Jahr 2020 eine neue Produktkategorie eingeführt. 2022 bedeutete für das Unternehmen der Vorstoß in die Front-End-Fertigung von Logik-, Speicher- und Leistungshalbleitern mit der Einführung der NanoCleave Layer-Transfer-Technologie.

## Mitgliedschaften in Industrie-Organisationen und Technologie-Konsortien
- IVAM Fachverband für Mikrotechnik
- MANCEF
- MEMS & Sensors Industry Group (MSIG)
- Austrian Society for Microsystemtechnology
- Optical Society of America
- Semiconductor Equipment and Materials International
- EPIC European Photonics Industry Consortium
- ESBS Austria